# 先天性筋ジストロフィー
先天性筋ジストロフィー（せんてんせいきんジストロフィー、英: congenital muscular dystrophy、略称: CMD）は常染色体劣性形式で遺伝する筋疾患群であり、出生時からみられる筋力の低下と、筋生検でみられるさまざまな変化によって特徴づけられる異質性疾患である。筋生検でみられる変化は、試料を採取した年齢により、ミオパチーから明白なジストロフィーまでさまざまである。

## 症状と徴候

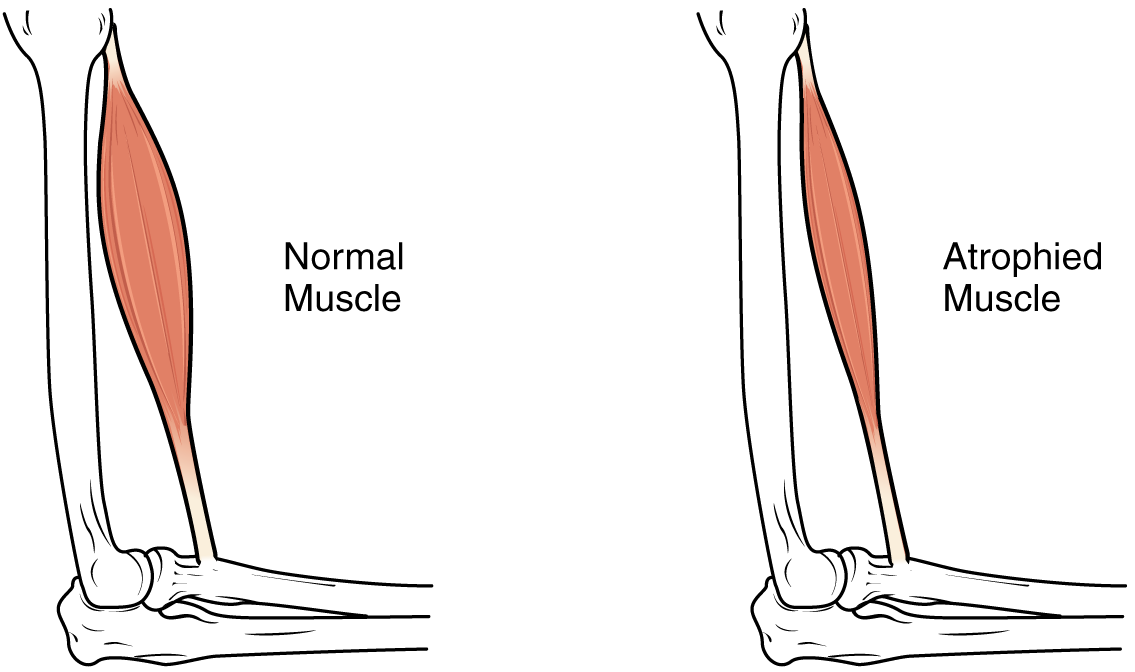
筋萎縮

CMDの幼児の大部分は一部進行性の筋力の低下または筋消耗（筋萎縮）を示すが、進行の程度や重症度はさまざまである。筋力の低下は具体的には筋緊張低下であり、そのため幼児は不安定に見えることとなる。
幼児は、寝返りを打ったり、座ったり歩いたりといった運動技能の発達に遅れがみられる可能性があり、こうしたステージに到達しない可能性もある。一部の稀な種類のCMDでは重度の学習障害もみられる場合がある。

## 遺伝子
先天性筋ジストロフィー（CMD）は、de novo変異やウルリヒ型先天性筋ジストロフィーの一部症例を除いて、常染色体劣性形式で遺伝する。このことは、大部分の症例では両親がCMDの原因となる遺伝子変異の保因者であることを意味している。CMDは異質性疾患であり、さまざまなタイプのCMDの原因となる遺伝子が35個発見されている。CMDにはさまざまな種類が存在し、どのようなタンパク質に変異が生じているかに基づいて分類されることが多い。
患者にみられる遺伝子変異のグループの1つは、細胞外マトリックスの機能に必要な遺伝子の欠陥である。このグループとしては、CMDの全症例の約1/3を占めるメロシン欠損型先天性筋ジストロフィー（merosin-deficient congenital muscular dystrophy、MDC1A）があり、染色体6q2に位置するLAMA2遺伝子の変異を原因とする。この遺伝子はラミニンα2をコードしている。ラミニンα2は筋運動に重要な機能を果たすラミニン-2やラミニン-4といったタンパク質の構成要素であり、LAMA2変異患者の大部分では筋組織におけるラミニンα2の発現がみられない。このグループの他の疾患としてはウルリヒ型先天性筋ジストロフィーがあり、VI型コラーゲンを構成する3つのα鎖をコードするCOL6A1、COL6A2、COL6A3の変異を原因とする。VI型コラーゲンは筋肉、腱、皮膚において重要であり、細胞を細胞外マトリックスへ接着する機能を果たす。ウルリヒ型CMDは常染色体劣性変異と優性変異の双方が原因となる場合があるが、優性変異は通常はde novoに生じたものである。劣性変異では多くの場合、細胞外マトリックス中のVI型コラーゲンを完全に喪失するが、優性変異では機能が部分的に残されている場合がある。
他の種類のCMDとしてRigid Spine SyndromeもしくはRigid Spine Congenital Muscular Dystrophy（RSMD1）と呼ばれる疾患があり、セレノプロテインNをコードするSEPN1遺伝子の変異を原因とする。セレノプロテインNの正確な機能は不明であるが、このタンパク質は骨格筋、心臓、脳、胚、胎盤の粗面小胞体に発現しており、横隔膜にも高レベルで存在する。RSMD1は体軸筋や呼吸筋の低下、脊椎強直や側弯症、筋萎縮によって特徴づけられる。この種類のCMDは稀であるが、SEPN1の変異は他の先天性ミオパチーでも観察される。
CMDの一般的形態の1つは、α-ジストログリカン（α-DG）のグリコシル化の欠陥を原因とするジストログリカノパチー（dystroglycanopathy）である。α-DGは、細胞骨格と細胞外マトリックスとの連結を補助しているタンパク質である。ジストログリカノパチーは、α-DGタンパク質自体の変異ではなく、α-DGの翻訳後修飾に関与するタンパク質をコードする遺伝子の変異を原因とする疾患である。α-DG関連ジストロフィーの原因となる遺伝子は19個発見されており、観察される表現型は多岐にわたるが、筋ジストロフィーとともに脳形成に異常がみられることで特徴づけられる。Walker-Warburg症候群（WWS）は最も重篤なジストログリカノパチー表現型を示す疾患であり、POMT1が原因遺伝子として最初に報告された。これに加えて、POMT2、FKRP、FKTN、CRPPA、POMGNT2、RXYLT1、POMGNT1、B3GALNT2、GMPPB、B3GNT1、POMKがWWSに関与していることが示唆されている。これらの遺伝子の多くは、他のジストログリカノパチーに関与していることも報告されている。この疾患の患者は筋力の低下とともに小脳や目の形成異常を示し、平均寿命は1年未満である。
ジストログリカノパチー表現型を示す他の疾患としては福山型先天性筋ジストロフィー（FCMD）があり、FKTN遺伝子の変異を原因とする。この疾患は、日本ではデュシェンヌ型筋ジストロフィーに次いで2番目に多い筋ジストロフィーである。FCMDの原因となる創始者変異はFKTN遺伝子のノンコーディング領域に生じた約3 kbのレトロトランスポゾンの挿入であり、筋力低下、眼機能異常、てんかん発作、知的障害が生じる。FKTNタンパク質の正確な機能は不明であるが、FKTNをコードするmRNAは胎児の発生中の中枢神経系、筋肉、目で発現しており、完全な不活性化は7日で胎性致死となるため正常な発生に必要である可能性が高い。Muscle-eye-brain病（MEB）はフィンランドで最も広くみられるジストログリカノパチーであり、POMGNT1、FKRP、FKTN、CRPPA、RXYLT1の変異を原因とする。POMGNT1遺伝子はFKTNと同じ組織で発現しており、MEBはFCMDと同程度の重症度であるようである。しかしながらMEBに固有の症状として、緑内障、視神経の萎縮、網膜変性がみられる。最も重症度の低いジストログリカノパチーは1C型先天性筋ジストロフィー（MDC1C）であり、FKRPとLARGE遺伝子の変異を原因とする。表現型はMEBやWWSと類似している。MDC1Cには肢帯型筋ジストロフィーも含まれる。

## 診断

クレアチンキナーゼによって触媒される反応

CMDの診断に際して、次のような検査が行われる。
- 臨床検査（クレアチンキナーゼ濃度）
- メロシン欠損型CMD患者の筋異常の記載のため、筋MRI、特に全身MRIが近年利用されている。
- 筋電図
- 遺伝子検査

### 鑑別診断
CMDは次のようなの疾患との鑑別を要する。
- 先天性ミオパチー
- 先天性筋無力症候群（英語版）
- 代謝性ミオパチー（英語版）
- 脊髄性筋萎縮症
- プラダー・ウィリ症候群
- ジストロフィノパチー（英語版）
- エメリー・ドレイフス型筋ジストロフィー

## 管理

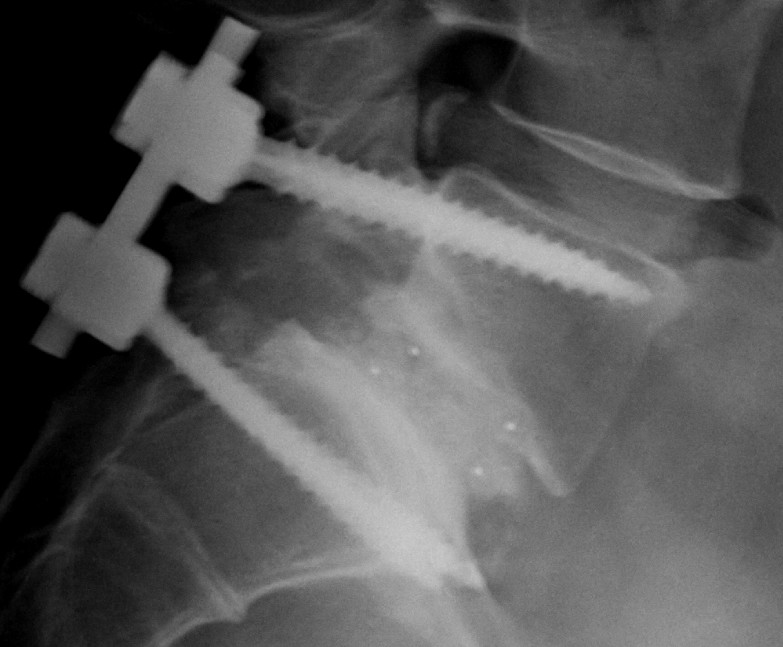
脊椎固定術

CMDの管理の面では、米国神経科学会は心機能、呼吸機能、消化管機能のモニタリングを行うことを推奨している。さらに、言語療法、理学療法、整形外科・外科的治療は患者のQOLを改善すると考えられている。
現在のところ根本的な治療法は存在しないが、筋肉の活動を維持し、骨格系の異常（側弯症など）を補正することが重要である。脊椎固定術のような整形外科的処置は、患者の身体活動の可能性を維持もしくは高める。

## 関連文献
- A, Graziano; F, Bianco; A, D'Amico; I, Moroni; S, Messina; C, Bruno; E, Pegoraro; M, Mora et al. (2015-03-01). “Prevalence of congenital muscular dystrophy in Italy: a population study.” (英語). Neurology 84 (9):  904–911. doi:10.1212/WNL.0000000000001303. ISSN 0028-3878. PMC 4351663. PMID 25653289.
- Paco, Sonia; Casserras, Teresa; Rodríguez, Maria Angels; Jou, Cristina; Puigdelloses, Montserrat; Ortez, Carlos I.; Diaz-Manera, Jordi; Gallardo, Eduardo et al. (2015-12-15). “Transcriptome Analysis of Ullrich Congenital Muscular Dystrophy Fibroblasts Reveals a Disease Extracellular Matrix Signature and Key Molecular Regulators”. PLOS ONE 10 (12):  e0145107. Bibcode: 2015PLoSO..1045107P. doi:10.1371/journal.pone.0145107. ISSN 1932-6203. PMC 4686057. PMID 26670220.
- Falsaperla, Raffaele; Praticò, Andrea D.; Ruggieri, Martino; Parano, Enrico; Rizzo, Renata; Corsello, Giovanni; Vitaliti, Giovanna; Pavone, Piero (31 August 2016). “Congenital muscular dystrophy: from muscle to brain”. Italian Journal of Pediatrics 42 (1):  78. doi:10.1186/s13052-016-0289-9. ISSN 1824-7288. PMC 5006267. PMID 27576556.
- “Summary of Evidence-based Guideline for PATIENTS and their FAMILIES CONGENITAL MUSCULAR DYSTROPHY”. aaan.com.   The American Academy of Neurology (AAN). 2017年12月5日閲覧。